# Kathrin Passig

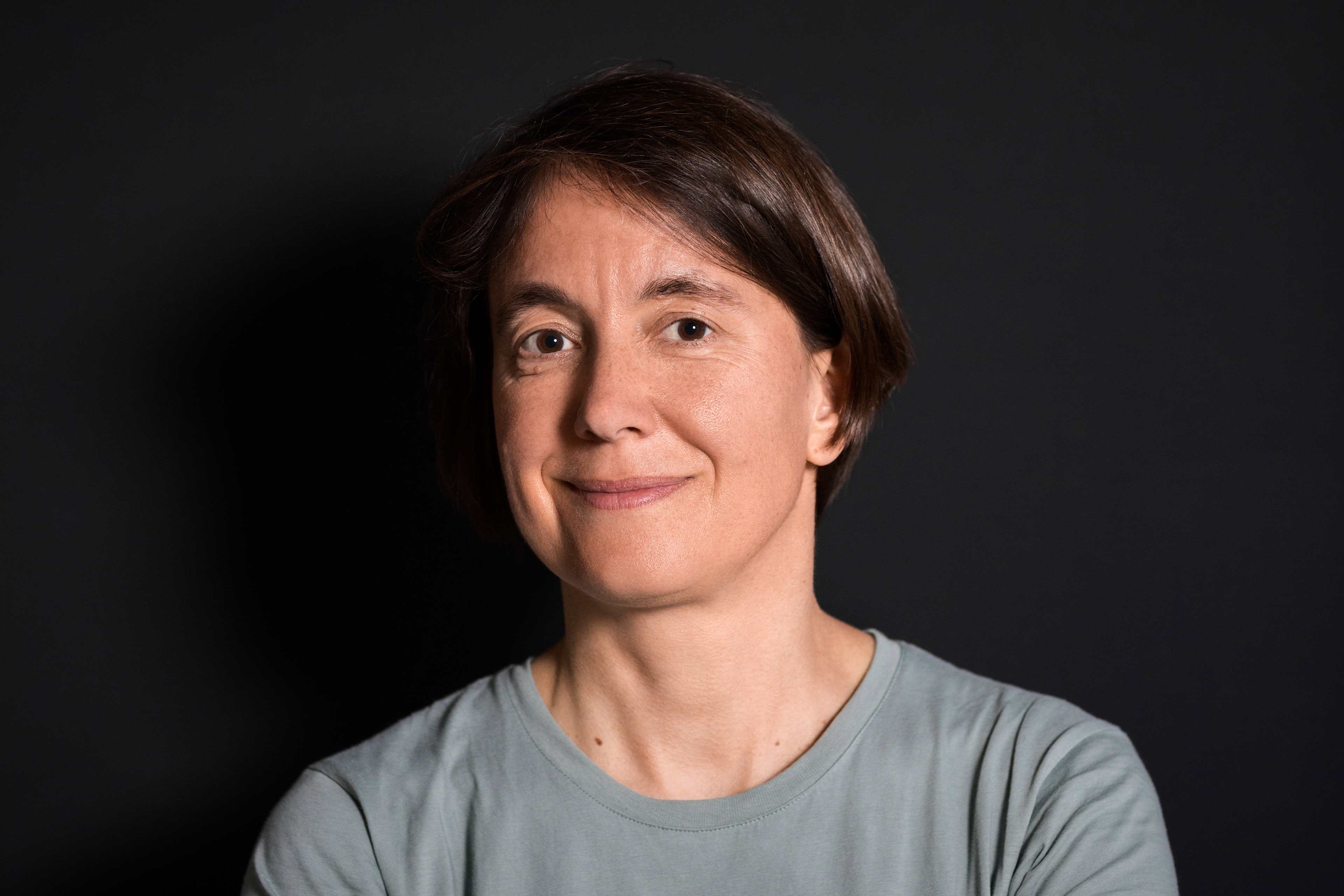
Kathrin Passig, 2016

Kathrin Passig (* 4. Juni 1970 in Deggendorf) ist eine deutsche Journalistin und Schriftstellerin. Im Jahr 2006 gewann sie den Ingeborg-Bachmann-Preis.

## Wirken
Passig beendete ihr Universitätsstudium (u. a. bei Hartmut Eggert) mit dem Magister. Sie bezeichnet sich als „Sachbuchautorin und Sachenausdenkerin“ und arbeitet gelegentlich als Zeitungsjournalistin. Ihre Bücher wurden in elf Sprachen übersetzt. Journalistische Beiträge erschienen unter anderem in Berliner Zeitung, die tageszeitung, GEO, c’t, Merkur, Spiegel Online, Zeit Online, NZZ und in der Süddeutschen Zeitung. Als Buch erschienen ihre mit Holm Friebe verfassten Kolumnen für die Berliner Zeitung und Kolumnen, die sie mit Ira Strübel für die taz geschrieben hat. Ihre gemeinsam ausgedachten Sachgeschichten erscheinen auch in der NZZ.
Ira Strübel und Kathrin Passig veröffentlichten im Jahr 2000 Die Wahl der Qual, ein Sachbuch über Sadomasochismus. 1999 gehörte Passig, die in Berlin lebt, zu den Gründern des BDSM Berlin e. V., dessen Vorstand sie bis 2009 angehörte. Passig übertrug einige Bücher aus dem Englischen ins Deutsche, beispielsweise Chronicles, Volume One, die Memoiren von Bob Dylan und die gesammelten Aussprüche von George W. Bush (beides mit Gerhard Henschel).
Mit Personen aus dem Umfeld des Fanzines Luke & Trooke und des Internetforums Höfliche Paparazzi gründete sie 2002 die sogenannte Zentrale Intelligenz Agentur in Berlin, an der sie bis Sommer 2009 als Geschäftsführerin beteiligt war. Später entstanden die Projekte Zufallsshirt (seit 2011, ein „Experiment in künstlicher Dummheit“) und Techniktagebuch (seit 2014, ein kollaboratives Blog zur Dokumentation des Umgangs mit Alltagstechnik und ihren Veränderungen).
Sie lektorierte mehrere Bücher von Wolfgang Herrndorf, mit dem sie befreundet war, darunter das nach Herrndorfs Tod als Buch erschienene Internettagebuch Arbeit und Struktur, in dem sie häufig erwähnt wird.

## Auszeichnungen
Dem von der Zentralen Intelligenz Agentur betriebenen Blog Riesenmaschine, an dem Passig sowohl inhaltlich als auch in der Entwicklung der Software maßgeblich beteiligt ist, wurde 2006 ein Grimme Online Award und 2007 der Erik-Reger-Förderpreis für das Werk Riesenmaschine (kollaboratives Weblog) verliehen.
Mit ihrem literarischen Debüt, der Erzählung Sie befinden sich hier, die in der Form des inneren Monologes Not und Verwirrung einer im Schnee erfrierenden Person schildert, gewann Passig 2006 den Ingeborg-Bachmann-Preis und den Kelag-Publikumspreis bei den Klagenfurter Tagen der Deutschsprachigen Literatur. 2016 wurde Passig mit dem Johann-Heinrich-Merck-Preis für literarische Kritik und Essay ausgezeichnet.
Das Autorenblog Techniktagebuch, das Passig gründete, wurde 2019 mit dem Grimme Online Award in der Kategorie Kultur und Unterhaltung ausgezeichnet.
2021 wurde Kathrin Passig der Heinrich-Mann-Preis für Essayistik der Akademie der Künste zugesprochen.

## Sonstiges
- Kathrin Passig ist gesichtsblind[10] und Narkoleptikerin.[11]
- Im Erfolgsroman von Gerhard Henschel pflegt der Held Martin Schlosser ein loses, literarisiertes Verhältnis zu einer fiktionalisierten Kathrin Passig. Dabei ist der Ich-Erzähler durchaus angetan von Kathrin. „Ihre Bibliothek war wohlsortiert. Ich weidete mich am Anblick der Bücherrücken: In dieser Wohnung hätte ich mich auch ohne die Gastgeberin nicht gelangweilt.“ (Seite 307)

## Werke
- mit Ira Strübel: Die Wahl der Qual. Handbuch für Sadomasochisten und solche, die es werden wollen. Rowohlt, Reinbek 2000, ISBN 978-3-499-62408-7. 2., überarbeitete Auflage 2009, DNB 986773565
- mit Holm Friebe: Das nächste große Ding. Rowohlt, Reinbek 2007, ISBN 978-3-499-62293-9. Verbrecher Verlag, Berlin 2006
- 24. 12. 1975 - 2005. In: Jörn Morisse, Stefan Rehberger (Hrsg.): Driving Home – Weihnachtsgeschichten. Suhrkamp, Frankfurt am Main 2006, ISBN 978-3-518-45810-5.
- mit Aleks Scholz: Lexikon des Unwissens. Rowohlt, Reinbek 2007, ISBN 978-3-87134-569-2.
- mit Ira Strübel: Strübel & Passig. taz-Kolumnen. Verbrecher Verlag, Berlin 2007, ISBN 978-3-935843-97-3.
- mit Sascha Lobo: Dinge geregelt kriegen – ohne einen Funken Selbstdisziplin. Rowohlt, Berlin 2008, ISBN 978-3-87134-619-4.
- mit Aleks Scholz: Verirren. Eine Anleitung für Anfänger und Fortgeschrittene. Rowohlt, Berlin 2010, ISBN 978-3-87134-640-8.
- mit Aleks Scholz, Kai Schreiber: Das neue Lexikon des Unwissens. Rowohlt, Berlin 2011, ISBN 978-3-87134-698-9.
- mit Sascha Lobo: Internet – Segen oder Fluch, Rowohlt, Berlin 2012, ISBN 978-3-87134-755-9.
- Standardsituationen der Technologiekritik. Suhrkamp, Berlin 2013, ISBN 978-3-518-26048-7.
- mit Johannes Jander: Weniger schlecht programmieren. O’Reilly, Köln 2013, ISBN 978-3-89721-567-2.
- Sie befinden sich hier. Rowohlt, Reinbek 2014, ISBN 978-3-644-52111-7 (E-Book).
- Vielleicht ist das neu und erfreulich. Technik. Literatur. Kritik. Literaturverlag Droschl, Graz 2019, ISBN 978-3-99059-029-4.
- Strom und Vorurteil. 52 weitgehend unkritische Kolumnen. Selbstverlag (über Amazon), 2020, ISBN 978-1-65975-497-1 (gesammelte Kolumnen von 2019 aus dem Magazin der Frankfurter Rundschau).
- mit Aleks Scholz: Handbuch für Zeitreisende. Von den Dinosauriern bis zum Fall der Mauer. Rowohlt, Berlin 2020, ISBN 978-3-7371-0085-4.

Übersetzungen
- Bill Naughton: Alfie. Deutsch von Kathrin Passig und Marcus Gärtner. Rowohlt, Berlin 2015, ISBN 978-3-499-26923-3.
- Christopher Isherwood: Leb wohl, Berlin. Deutsch von Gerhard Henschel und Kathrin Passig. Hoffmann und Campe, Hamburg 2014, ISBN 3-455-40500-2.
- Ned Beauman: Glow. Deutsch von Gerhard Henschel und Kathrin Passig. Hoffmann und Campe, Hamburg 2014, ISBN 3-455-40454-5.
- Bob Dylan / Robert Santelli: Das Bob Dylan Scrapbook 1956–1966. Deutsch von Gerhard Henschel und Kathrin Passig. Hoffmann und Campe, Hamburg 2005.
- Bob Dylan: Chronicles, Volume One. Deutsch von Gerhard Henschel und Kathrin Passig. Hoffmann und Campe, Hamburg 2004, ISBN 3-455-09385-X.
- Harlan Coben: Der Insider. Aus dem Amerikanischen von Gunnar Kwisinski und Kathrin Passig. Goldmann, München 2007, ISBN 978-3-442-44534-9.
- Jacob Weisberg: Schon wieder voll daneben, Mr. President! Noch mehr wahre Worte von George W. Bush. Rowohlt, Reinbek 2003.
- Jacob Weisberg: Voll daneben, Mr. President! Wahre Worte von George W. Bush. Deutsch von Gerhard Henschel und Kathrin Passig. Rowohlt, Reinbek 2003, ISBN 3-499-61619-X.
- William Marshall: Hongkongcrash. Aus dem Englischen von Kathrin Passig. Rotbuch, Hamburg 1998, ISBN 3-88022-445-5.

Audioproduktionen
- Sie befinden sich hier. Audio-CD. Argon, Berlin 2006, ISBN 3-86610-199-6.